# Pescennius Niger
Caius Pescennius Niger Justus (v. 140 - 194) est un usurpateur romain d'avril 193 à sa mort, en 194.

## Biographie
Ses débuts sont mal connus, vu la faiblesse des sources antiques. Selon Dion Cassius, Pescennius est d'origine italienne. Spartianus, un des pseudo auteurs de l'Histoire Auguste en fait une biographie abondant en détails imaginés. À ses débuts, il est seulement chevalier. En 183, il combat en Dacie contre les Barbares au côté de Clodius Albinus, puis exerce un poste militaire élevé en Égypte. L'Histoire Auguste affirme qu'il est préfet du prétoire en 185 pendant cinq jours, information jugée peu crédible. Comme on sait qu'il termine légat de Syrie de 191 à 193, on déduit qu'il bénéficie à une date indéterminée d'une adlectio qui le fait entrer au Sénat, puis d'une désignation au consulat suffect, conditions nécessaires pour être légat.
Début avril 193 à Rome, les prétoriens mettent le titre d'Empereur aux enchères après avoir assassiné l'empereur légitime Pertinax. Opposées à cette révolution de palais, les légions de Syrie acclament Pescennius, mais en même temps Septime Sévère est proclamé par les légions de Pannonie et Clodius Albinus par celles de Bretagne. Les légions de Cappadoce, d'Arabie et d'Égypte suivent celles de Syrie et se rallient à Pescennius, ainsi que les rois parthe et arménien.
Septime Sévère, après s'être imposé à Rome et avoir neutralisé Clodius Albinus en lui décernant le titre de César, part en campagne pour éliminer son rival, qui commet l'erreur de demeurer à Antioche. Si les troupes de Pescennius sont nombreuses, elles sont bien moins expérimentées et endurantes que celles de Sévère. En juin 193, Sévère met le siège devant Byzance, qui résiste jusqu'en 195, puis passe en Asie mineure et bat Pescennius Niger plusieurs fois, force le passage des Monts Taurus à Issos en 194. Antioche est mise à sac, tandis que les autres villes d'Orient se rallient à Sévère. Pescennius tente de se réfugier chez les Parthes. Rattrapé, il est décapité à Cyzique selon l'Histoire Auguste, suivie par Aurélius Victor et Eutrope, ce qui n'est pas géographiquement vraisemblable, tandis que Dion et Hérodien situent cette capture entre Antioche et Palmyre,.